# Nowo Żelezare
Nowo Żelezare (bułg. Ново Железаре) – wieś w Bułgarii, w obwodzie Płowdiw, w gminie Chisarja. 15 września 2015 roku wieś liczyła 293 mieszkańców.